# جانغ داي هيون
جانغ داي هيون (هانغل: 장대현) المعروف أيضًا باسم دايهيون هو مغني راب ومغني وكاتب أغاني كوري جنوبي. ولد في 11 فبراير 1997 في سول، كوريا الجنوبية. اشتهر بمشاركته في برنامج مسابقة الواقع إنتاج 101 الموسم 2. وعضو سابق في فرقة الفتيان راينز [الإنجليزية] وهو حاليًا عضو في فرقة الفتيان الكورية الجنوبية وى آي [الإنجليزية]. ظهر جانغ لأول مرة منفردا بإصدار ألبومه الفردي أشعر أنني بحالة جيدة في أغسطس 2019.

## فيلموغرافيا

### برامج تلفزيونية
| سنة  | عنوان العمل             | القناة | دور      | ملاحظات            | مراجع       |
| ---- | ----------------------- | ------ | -------- | ------------------ | ----------- |
| 2017 | إنتاج 101 الموسم الثاني | Mnet   | المتسابق | انتهى في المركز 82 | [ 1 ] [ 2 ] |